# Pierre Bengtsson
Pierre Thomas Robin Bengtsson (Kumla, 1988. április 12. –) svéd válogatott labdarúgó, a København játékosa.

## Pályafutása

### Klubcsapatokban
Az IFK Kumla és az AIK korosztályos csapataiban nevelkedett, majd az utóbbiban lett profi játékos. 2009. szeptember 10-én csatlakozott a dán Nordsjælland klubjába. Október 4-én a Brøndby IF elleni 6–3-ra elvesztett bajnoki mutatkozott be. 2010 nyarán a København szerződtette. 2011. február 22-én mutatkozott be az UEFA-bajnokok ligájában az angol Chelsea ellen. 2014. november 23-án bejelentette, hogy 2015. január 1-jétől a német 1. FSV Mainz 05 játékosa lesz és 2018 nyaráig írt alá. Január 31-én debütált az SC Paderborn 07 elleni bajnoki találkozón. A 2016–17-es szezont kölcsönben a francia Bastia  csapatánál töltötte kölcsönben. 2017 nyarán 2022-ig aláírt a Københavnhoz. 2021 januárjában fél szezonra a Vejle csapata vette kölcsönben.

### A válogatottban
Többszörös korosztályos válogatott és részt vett 2009-es U21-es labdarúgó-Európa-bajnokságon. 2011. január 9-én mutatkozott be a felnőttek között Botswana ellen. 2021. május 18-án nem került be a 2020-as labdarúgó-Európa-bajnokságra készülő keretbe, annak ellenére hogy a selejtezőkben többször is pályára lépett. 2021. május 31-én utólag kapott meghívást, mivel Martin Olsson lesérült.

## Statisztika

### A válogatottban
2021. június 5-én frissítve.
| Nemzet     | Év       | Mérkőzés | Gól |
| ---------- | -------- | -------- | --- |
| Svédország | 2011     | 3        | 0   |
| Svédország | 2012     | 1        | 0   |
| Svédország | 2013     | 5        | 0   |
| Svédország | 2014     | 9        | 0   |
| Svédország | 2015     | 6        | 0   |
| Svédország | 2019     | 5        | 0   |
| Svédország | 2020     | 5        | 0   |
| Svédország | 2021     | 4        | 0   |
| Összesen   | Összesen | 38       | 0   |

## Sikerei, díjai
- Nordsjælland 
  - Dán kupa: 2009–10, 2010–11

- København
  - Dán Szuperliga: 2010–11, 2012–13, 2018–19
  - Dán kupa: 2011–12, 2014–15